# Kali Sudhra
Kali Sudhra   (Toronto, 27 de maig de 1987) és una webcamer, escort, actriu porno, performer, activista, treballadora sexual i educadora canadenca, resident a Barcelona.
És cofundadora d'Otras, una organització sindical de les treballadores del sexe. Com a activista, està convençuda que les treballadores sexuals haurien d'estar a l'avantguarda de la lluita feminista. El seu nom de batalla, Kali, fa referència als seus orígens indis. Ha treballat com a actriu amb la directora de cinema per a adults sueca Erika Lust, pionera de l'anomenat porno feminista. És coautora, conjuntament amb Livia Motterle, Janet i Paula Ezkerra, de l'article publicat a la Revista IDEES "El treball sexual és treball".